# 君は放課後インソムニア
『君は放課後インソムニア』（きみはほうかごインソムニア、英: Insomniacs after school）は、オジロマコトによる日本の漫画作品。略称は「君ソム」。『ビッグコミックスピリッツ』（小学館）にて2019年25号から2023年38号まで連載された。石川県七尾市を舞台に、不眠症（英: insomnia）という悩みを共有する高校生の男女の交流を、天文部の活動を通して描く青春漫画。作中で主人公たちが通う高校は石川県立七尾高等学校をモデルとしている。
2019年11月22日にマカロニえんぴつの楽曲「遠心」とコラボしたミュージック・ビデオが公開された。翌2020年4月にはSpoonとコラボしたイベントが開催された。
メディアミックスとして、2022年1月にテレビアニメ化および実写映画化が発表された。テレビアニメは2023年4月から7月まで放送され、実写映画は同年6月23日より公開された。七尾市内の企業や自治体では、本作のモデルとなったスポットをいわゆる「聖地」として紹介する取り組みが進められている。

## あらすじ
不眠症に悩まされる中見丸太（なかみ がんた）は文化祭の準備中に、校舎の上にある天体観測室にて同じく不眠症で隠れて睡眠を取る曲伊咲（まがり いさき）と出会う。互いに同じ悩みを抱えていることと側にいる時はよく眠れることに気づき、密かに観測室で一緒に睡眠を取ることを始めた。観測室の無断使用が学校側に知られ、廃部となっていた天文部を復活させて二人だけの部活動を開始する。活動を共にする丸太は伊咲に対して段々と淡い恋を募らせる。

## 登場人物
声の項はテレビアニメ版の声優、演の項は実写映画版のキャスト。

### 九曜高校

#### 天文部関係
中見 丸太（なかみ がんた）
声 - 佐藤元、洲崎綾（幼い丸太） / 演 - 奥平大兼
本作の主人公。九曜（くよう）高校天文部の部長。素直で真面目だが不眠症を抱えており、そのせいで不機嫌がちで勘違いを生み出して優等生と見られながらも他の生徒と少しそりが合わない。伊咲とは他の生徒の前では親しげにしないようにしている。天体観測室（天文部室）で伊咲と出会ってから、天文部の活動として父親にクリスマスに買ってもらったカメラで天体写真を始める。機械に強い。父子家庭で母親は丸太が幼い頃に寝ている間に家を出ていった。料理がうまく弁当を自作している。
曲 伊咲（まがり いさき）
声 - 田村好 / 演 - 森七菜
本作のヒロイン。水泳部と天文部を兼部している活発な女子だが、丸太に見つかる前は不眠症だということを他の人に隠して天体観測室を勝手に根城にして一人で隠れて睡眠を取っていた。小さいころは入院が続くほど体が弱くて水泳と体操で体力を付けた過去があり、周囲にこれ以上余計な心配をかけさせまいと不眠症のことを打ち明けられなかった。丸太の心臓の音を聞くとよく眠れる。部室に誰も怖がって近づかないように幽霊が出る噂を流した張本人。髪をチョンマゲのように結っていることが多い。先天性の心臓疾患（単心室症）を持ち就学前から入退院を繰り返しており、一般的な単心室症の最終的な治療であるフォンタン手術も受けている。現在も定期的な検査が必要で、結果に関しても再検査や入院ラインをギリギリで回避など思わしくない。人前では元気に振る舞っているが、検査結果の不調や体調不良により欠席することもある。
倉敷 兎子（くらしき うさこ）
声 - 能登麻美子 / 演 - 桜井ユキ
女性の養護教諭。天文部顧問。最初は丸太と伊咲が天文観測室を学校に無断で私的に使用していることを咎めたが、二人の不眠症を理解して公式に部屋を天文部の活動場所として使用出来るように根回しして部の顧問に就任する。しかし、部活のやり方についてはよく知らないので指導をOGである白丸に丸投げした。クールな美人で面倒くさそうな顔をするが面倒見が良い。加熱式たばこを吸っている。非常に酒に強い。
白丸 結（しろまる ゆい）
声 - 戸松遥 / 演 - 萩原みのり
天文部のOGでアドバイザー。童顔で小柄。恋愛関係にはウブな反応をする。在学中に全国高校生天体写真コンテストの大賞を受賞している。町外れのゲームセンター「Betty（ベティ）」の店長を務め店横のユニット住宅で気ままな一人暮らしをしている。マイペースな性格で部活動は一人でしていた。卒業後も天体写真の撮影を続けており、写真の専門学校に通っていた経験と知識から丸太に写真撮影のアドバイスをしている。人見知りだが面倒見は良い。ロロという猫を飼っている。
ツーちゃん
学校内を我が物顔でうろついているハチワレの猫で、校内の二人の側にいることが多い。倉敷先生のお昼ご飯を盗んで観測室前に逃げ込んだせいで、追って来た倉敷に部屋の無断使用がバレてしまう。天文部以外でもいろいろな名前で呼ばれているが、伊咲は「ツーちゃん」と呼んでいる。放し飼いにされている飼い猫らしい。

#### その他の九曜高校関係者
受川 太鳳（うけがわ たお）
声 - 山下誠一郎 / 演 - 上村海成
丸太の幼馴染で、丸太をガンちゃんと呼んでいる。小学校の時に丸太に不眠症であることを打ち明けられている。丸太の良き理解者で伊咲への想いを応援している。生徒会委員で天文部の復活や予算獲得のために丸太にアドバイスを送る。
蟹川 モトコ（かにかわ モトコ）
声 - Lynn / 演 - 永瀬莉子
伊咲の友達。みんなからは「カニ」と呼ばれる。ダンス部。髪型はツインテール。勉強が出来るが丸太には勝てず、敵視している。何でもあけすけに言う性格。家はお好み焼き屋で看板娘をしている。
穴水 かなみ（あなみず かなみ）
声 - 藤原夏海 / 演 - 安斉星来
伊咲の友達。伊咲とは小学校の頃からの付き合いで彼女の病気のことも熟知している。ソフトボール部。髪型はショートカット。力は強いがノーコンで、食いしん坊。伊咲からは「かあちゃん」と呼ばれている。
野々 三奈（のの みな）
声 - 諸星すみれ / 演 - 川﨑帆々花
伊咲の友達。美術部。髪型はおさげ。見た目はおっとりしているが、結構ノリが良く、それていて、コンクールで賞を獲ったこともあるしっかり者。友達からは「ののさん」と呼ばれている。
灰田 塁（はいだ るい）
声 - 狩野翔
丸太のクラスメイト。元野球部。要領がいいお調子者。
羽咋（はくい）
声 - 兼政郁人
男性教師。体育会系で、丸太の不眠症に対して「甘え」「夜更かし」などの無神経な発言が多い。

### その他
曲 早矢（まがり はや）
声 - 雨宮天 / : 演 - 工藤遥
伊咲の姉。4つ年上で、県庁所在地である金沢市の大学に進学した。派手で伊咲に対して女王様のように振る舞う（伊咲は「大学デビューのギャル」と表現）。幼い頃から体が弱かった伊咲優先の家族に不満を持っており、現在も伊咲に対して意地悪な言動が多いが、それは病気を理由に特別扱いされては陰で泣いていた伊咲に対して「自分は妹を特別扱いしない」という彼女なりの愛情表現であり、天文部の合宿で伊咲と丸太のために車を出すなど本来は面倒見のいい性格である。
たつるの母
伊咲が小児病棟に入院していた時の友人（たつる）の母。伊咲を実の娘のように可愛がっていて伊咲は時々自宅を訪れている。なお、たつるは幼いときに亡くなっている。

## 用語
九曜高校
物語の舞台である石川県にある高校。スーパーサイエンスハイスクール指定校で天文台があるものの、天文部は活動を休止していた。
七つ橋渡り
九曜高校の伝説。想い人と無言で御祓川の7つの橋を渡りきると両想いになれるという内容。元は金沢の古い願掛け。

## 書誌情報
- オジロマコト『君は放課後インソムニア』小学館〈ビッグコミックス〉、全14巻
  1. 2019年9月12日発売[15][16]、ISBN 978-4-09-860395-4
  2. 2019年12月12日発売[17]、ISBN 978-4-09-860457-9
  3. 2020年4月10日発売[7][18]、ISBN 978-4-09-860573-6
  4. 2020年8月7日発売[19]、ISBN 978-4-09-860692-4
  5. 2020年12月11日発売[20]、ISBN 978-4-09-860781-5
  6. 2021年4月12日発売[21]、ISBN 978-4-09-860879-9
  7. 2021年10月29日発売[22]、ISBN 978-4-09-861142-3
  8. 2022年1月12日発売[23]、ISBN 978-4-09-861215-4
  9. 2022年6月10日発売[24]、ISBN 978-4-09-861314-4
  10. 2022年9月12日発売[25]、ISBN 978-4-09-861428-8
  11. 2023年1月12日発売[26]、ISBN 978-4-09-861499-8
  12. 2023年4月6日発売[27]、ISBN 978-4-09-861613-8
  13. 2023年6月12日発売[28]、ISBN 978-4-09-861721-0
  14. 2023年10月12日発売[29]、ISBN 978-4-09-862536-9

## テレビアニメ
2023年4月から7月まで、テレビ東京系列ほかにて放送された。

### キャスト（テレビアニメ）
中見丸太
声 - 佐藤元
曲伊咲
声 - 田村好
倉敷兎子
声 - 能登麻美子
白丸結
声 - 戸松遥
受川太鳳
声 - 山下誠一郎
蟹川モトコ
声 - Lynn
穴水かなみ
声 - 藤原夏海
野々三奈
声 - 諸星すみれ
灰田塁
声 - 狩野翔
曲早矢
声 - 雨宮天

### スタッフ（テレビアニメ）
- 原作 - オジロマコト[11]
- 監督 - 池田ユウキ[11]
- 監督補佐 - 駒田由貴（第4話、第9話）
- シリーズ構成・脚本 - 池田臨太郎[11]
- キャラクターデザイン - 福田裕樹[11]
- 衣装デザイン - 有我洋美、永川桃子
- プロップデザイン・デザインワークス - 中村倫子
- 美術監督 - 大西達朗[11]
- 美術設定 - 平澤晃弘[11]
- 色彩設計 - 小野寺笑子[11]
- 3DCGI - ライデンフィルム
- 3DCGIディレクター・3Dワークス - 山崎嘉雅[11]
- 2Dワークス - 中村倫子[11]
- 撮影監督 - 姫野めぐみ[11]
- 編集 - 長谷川舞[11]
- 音響監督 - 本山哲[11]
- 音響効果 - 白石唯果
- 音楽 - 林ゆうき[11]
- 音楽制作 - ポニーキャニオン
- 音楽ディレクター - 島津真太郎
- 音楽プロデューサー - 大塚涼大、上田智輝
- プロデューサー - 上田智輝、山田唯莉子、佐々木礼子、西川恭平、鹿志村絵美、永井千晴
- アニメーションプロデューサー - 佐々木悠祐
- アニメーション制作 - ライデンフィルム[11]
- 製作 - アニメ「君ソム」製作委員会

### 主題歌
「いつ逢えたら」
aikoによるオープニングテーマ。作詞・作曲はAIKO。編曲は島田昌典。
「ラプス」
Homecomingsによるエンディングテーマ。作詞はYuki Fukutomi、作曲はAyaka Tatamino、編曲はHomecomings。
「ヘルツ」
Homecomingsによる第7話のエンディングテーマ。作詞はYuki Fukutomi、作曲はAyaka Tatamino、編曲はHomecomings。

### 評価
クランチロール・アニメアワード2024において、最優秀ロマンス作品賞、最優秀日常系作品賞にノミネートされた。

### 各話リスト
| 話数   | サブタイトル                        | 絵コンテ                       | 演出                  | 作画監督 | 総作画監督        | 初放送日       |
| ------ | ----------------------------------- | ------------------------------ | --------------------- | --- | ----------------- | -------------- |
| 第1話  | 能登星 ぎょしゃ座カペラ             | 池田ユウキ                     | 池田ユウキ            | 熊田明子 田澤潮 柳田幸平                                                                                              | 福田裕樹          | 2023年 4月11日 |
| 第2話  | 猫の目星 さそり座の二番星           | 秋山朋子                       | 守泰佑                | 本田敬一 和田賢人 田澤潮 赤津佳織                                                                                     | 熊田明子 有我洋美 | 4月18日        |
| 第3話  | 一つ星さん うお座 フォーマル ハウト | 池田ユウキ                     | 松井郁洋              | 舛舘俊秀 鵜池一馬 香田智樹 上野卓志 畠山佳苗 パク・ミヒョン ソン・ギルヨン                                            | 熊田明子          | 4月25日        |
| 第4話  | 天津甕星 金星                       | セトウケンジ                   | 荻原露光              | 高橋直樹 服部憲知 松本勝次 飯飼一幸 趙親雲 安藤暢啓 松本緑 今里佳子 太田宣貴                                          | 西真由子          | 5月2日         |
| 第5話  | 飛び上がり星 りゅうこつ座カノープス | 福田道生 セトウケンジ 伊東優一 | 篠崎康行              | 田澤潮 大野勉 冨永拓生 鞠野黄英 井元一彰                                                                              | 水谷雄一郎        | 5月9日         |
| 第6話  | 走り星 流星                         | 守泰佑                         | 守泰佑                | 國光奈々 高田奈央子 森田実 伊藤悠太 しろくま 木下裕孝 繁田亨                                                          | 熊田明子          | 5月16日        |
| 第7話  | 花火星 プレアデス星団               | 秋山朋子                       | 藤代和也              | 清水勝祐 志水よしこ 大野勉 松本緑 小菅和久 武内啓 和田賢人 花澤友梨 阿部弘樹 千葉茂 高田謡子                          | 橋本純一          | 5月23日        |
| 第8話  | 集まり星 プレアデス星団             | 清水聡                         | 半田大貴              | 安藤暢啓 本田敬一 鞠野黄英 菊地加純 千葉茂 大野勉 花澤友梨 赤津佳織 西真由子 Kim Jung Rim Woo Keum Young Park Sang Ho | 水谷雄一郎        | 5月30日        |
| 第9話  | 星合 アルタイル・ベガ               | 伊東優一                       | 荻原露光              | 三橋妙子 安藤暢啓 松本緑 高橋直樹 陳潔瓊 松本勝次                                                                     | 水谷雄一郎        | 6月6日         |
| 第10話 | 姉はん星 乙女座スピカ               | 横手颯太                       | 横手颯太              | 三橋妙子 冨永拓生 井元一彰                                                                                            | 熊田明子          | 6月13日        |
| 第11話 | 夜明けの一番星 プレアデス星団       | 秋山朋子                       | 荒木一成              | 紅谷希 田澤潮 清水勝祐 和田賢人 千葉茂                                                                                | 西真由子          | 6月20日        |
| 第12話 | 迷い星 惑星                         | 横手颯太 池田ユウキ            | 鳥羽聡                | 高田謡子 西真由子 赤津佳織 鞠野黄英 千葉茂 菊地加純 村上竜之介                                                        | -                 | 6月27日        |
| 第13話 | 最古の星 メトシェラ                 | 吉岡忍                         | 池田ユウキ 山田加余仲 | 安藤暢啓 田澤潮 鞠野黄英 三橋妙子 冨永拓生 清水勝祐 太田宣貴 和田賢人                                                 | 河野敏弥 安藤暢啓 | 7月4日         |

### 放送局
| 放送期間               | 放送時間                     | 放送局                               | 対象地域                                                    | 備考                                 |
| ---------------------- | ---------------------------- | ------------------------------------ | ----------------------------------------------------------- | ------------------------------------ |
| 2023年4月11日 - 7月4日 | 火曜 0:00 - 0:30（月曜深夜） | テレビ東京（製作参加） ほか系列全6局 | 北海道・関東広域圏・愛知県・ 大阪府・岡山県・香川県・福岡県 | 字幕放送                             |
|                        | 火曜 0:30 - 0:59（月曜深夜） | BSテレ東                             | 日本全域                                                    | BS/BS4K放送 / 字幕放送               |
| 2023年4月12日 - 7月5日 | 水曜 22:30 - 23:00           | AT-X                                 | 日本全域                                                    | CS放送 / 字幕放送 / リピート放送あり |
| 2023年4月14日 - 7月7日 | 金曜 1:25 - 1:55（木曜深夜） | 北陸放送                             | 石川県                                                      |                                      |
| 2023年5月1日 - 7月24日 | 月曜 17:00 - 17:30           | テレビ和歌山                         | 和歌山県                                                    |                                      |

| 配信開始日    | 配信時間                   | 配信サイト | 備考                   |
| ------------- | -------------------------- | --- | ---------------------- |
| 2023年4月11日 | 火曜 1:00（月曜深夜） 更新 | dアニメストア DMM TV |                        |
| 2023年4月16日 | 日曜 0:00（土曜深夜） 更新 | ABEMA Amazon Prime Video auスマートパスプレミアム バンダイチャンネル FOD Hulu J:COMオンデマンドメガパック Lemino milplus TELASA U-NEXT Paravi | 見放題配信             |
|               |                            | Amazon Prime Video Video Market クランクイン!ビデオ                                                                                           | 都度課金配信           |
|               |                            | U-NEXT | 最新話期間限定無料配信 |
|               | 日曜 2:00（土曜深夜） 更新 | ABEMA | 最新話期間限定無料配信 |

### BD
| 巻 | 発売日       | 収録話          | 規格品番   |
| -- | ------------ | --------------- | ---------- |
| 1  | 2023年7月5日 | 第1話 - 第5話   | PCXP-51021 |
| 2  | 2023年8月2日 | 第6話 - 第9話   | PCXP-51022 |
| 3  | 2023年9月6日 | 第10話 - 第13話 | PCXP-51023 |

| テレビ東京 火曜 0:00 - 0:30（月曜深夜）                                                                            | テレビ東京 火曜 0:00 - 0:30（月曜深夜）                                                    | テレビ東京 火曜 0:00 - 0:30（月曜深夜）                  |
| 前番組 | 番組名                                                                                     | 次番組                                                   |
| --- | ------------------------------------------------------------------------------------------ | -------------------------------------------------------- |
| 東京リベンジャーズ 聖夜決戦編 （2023年1月10日 - 4月4日） - ※AT-X・毎日放送製作参加 - ※本番組のみローカルセールス枠 | 君は放課後インソムニア （2023年4月11日 - 7月4日） - ※ここからテレビ東京系列全6局同時ネット | SYNDUALITY Noir（第1クール） （2023年7月11日 - 9月26日） |

## 実写映画
2023年6月23日に公開された。監督は池田千尋、主演は森七菜と奥平大兼。

### あらすじ
高校生の中見丸太（なかみ がんた）は不眠症で眠れず、学校では頭痛と眠気に悩まされて不機嫌になり、同級生から敬遠される根暗な生徒だった。丸太の高校の屋上には小さな天文台があるが今は物置きになっている。ある日、天文台に入った丸太は、同じく不眠症であり、観測室で隠れて睡眠を取る同級生の曲伊咲（まがり いさき）と出会う。
丸太は天文台を自分の居場所と感じ、使用し続けるために、廃部になっている天文部を復活させようと努力する。活動の実績を作るために星空観望会を計画した丸太は、生徒たちに協力を求めるなど活発な面を見せ始めた。しかし、大雨で観望会は中止となる。
丸太は落ち込んで、自分がいると物ごとが全て駄目になると泣く。慰めようとした伊咲は、心臓に欠陥があると打ち明けた。天文部の承認を得るための新たな活動を模索した丸太と伊咲は、天体写真コンクールでの入賞を目指して撮影旅行を企画した。伊咲は姉の早矢が同行することを条件に親から旅行の許可を得る。
同行者は口実で、姉の早矢は丸太たちを置いて恋人と旅行に行く。それがバレて伊咲は親に連れ戻されることになった。丸太と伊咲は親が迎えに来る前に逃げ出し、徹夜で撮影する。だが、伊咲は病気の悪化で倒れ、再入院が決まってしまった。丸太は伊咲に会うことを禁じられる。しかし、彼は星空観望会をもう一度開こうとするほどに強くなっていた。
丸太はコンクールで入賞した写真を渡して欲しいと伊咲の母親に頭を下げる。2階の窓から顔を出した伊咲は、「大好きだ」と微笑んだ。観望会は成功し、伊咲も無事に退院して、二人は明るい高校生活を手に入れた。

### キャスト（実写映画）
曲伊咲
演 - 森七菜
中見丸太
演 - 奥平大兼
倉敷兎子
演 - 桜井ユキ
白丸結
演 - 萩原みのり
受川太鳳
演 - 上村海成
穴水かなみ
演 - 安斉星来
蟹川モトコ
演 - 永瀬莉子
野々三奈
演 - 川﨑帆々花
曲早矢
演 - 工藤遥
伊咲の父親
演 - 斉藤陽一郎
伊咲の母親
演 - MEGUMI
丸太の父親
演 - 萩原聖人
伊咲の幼なじみの母親
演 - 田畑智子
歴史資料館の館長
演 - でんでん

### スタッフ（実写映画）
- 原作：オジロマコト『君は放課後インソムニア』（小学館『週刊ビッグコミックスピリッツ』連載中）[12]
- 監督：池田千尋[12]
- 脚本：髙橋泉、池田千尋[42]
- 音楽：信澤宣明
- 主題歌：TOMOO「夜明けの君へ」（ポニーキャニオン / IRORI Records）[43]
- プロデューサー：寺田悠輔[12]、松井和美、堀尾星矢、石川翔一、佐々木礼子
- 撮影：花村也寸志
- 照明：高井大樹
- 美術：遠藤善人
- 録音：髙田伸也
- スタイリスト：石原徳子
- ヘアメイク：櫻井安里紗
- 編集：目見田健
- VFXスーパーバイザー：内海大輔
- 音響効果：大塚智子
- スクリプター：松村陽子
- キャスティング：木暮こずえ
- 助監督：小菅規照
- 制作担当：中村哲也
- アシスタントプロデューサー：栃原紫帆
- 協賛：北國新聞、ホテル海望、どんたく、のと共栄信用金庫、北陸製菓
- 企画・制作プロダクション：UNITED PRODUCTIONS[13]
- 製作幹事・配給：ポニーキャニオン[12]
- 製作：映画「君ソム」製作委員会（ポニーキャニオン、UNITED PRODUCTIONS、小学館、クオラス、クープ、MAGNET、CHOCOLATE、ニッポン放送）[13]

## タイアップ
聖地巡礼で七尾を訪れるファン向けに、市内11か所でスマートフォンをかざすと登場キャラクターが表示される拡張現実（AR）アプリが2023年6月21日にリリースされた。提供元は、七尾駅前にある複合商業施設・パトリアの運営会社である創生ななお。
七尾駅と能登半島中部を結ぶのと鉄道七尾線では、同年4月29日より本作のラッピング列車が運行されている。